# Niwiska (województwo łódzkie)
Niwiska – wieś w Polsce położona w województwie łódzkim, w powiecie wieruszowskim, w gminie Galewice.
W 2004 roku w Niwiskach mieszkało 280 osób.
W latach 1975–1998 miejscowość położona była w województwie kaliskim.
W Niwiskach znajduje się szkoła podstawowa.